# Jan Bagiński
Jan Bagiński (31. května 1932 Kamionka, Polsko – 19. května 2019) byl polský římskokatolický biskup.
Jan Bagiński se narodil v obci Kamionka, která se do roku 1939 nacházela ve východním Polsku. Dnes leží ve Volyňské oblasti na Ukrajině, 6 km od polských hranic. Vystudoval vyšší duchovní seminář v Nise. Na kněze byl vysvěcen 17. června 1956 v Opolí, později vystudoval na Katolické univerzitě v Lublinu dogmatickou teologii. V letech 1956–1976 působil jak prefekt a posléze vicerektor vyššího duchovního semináře v Nise, v letech 1976–1985 byl proboštem a děkanem v Kluczborku.
Po smrti pomocného biskupa opolského Wacława Wyciska byl (současně s Gerardem Kuszem) jmenován biskupem 8. července 1985 a vysvěcen 15. srpna téhož roku kardinálem Józefem Glempem. Byl titulární biskup z Tagaraty (Tagaratensis). Za biskupské heslo si zvolil Servire Deo et populo (Sloužit Bohu a lidu).
14. srpna 2009 z důvodu dosažení kanonického věku odešel na odpočinek a stal se emeritním biskupem.